# أرمان هال
أرمان هال (بالإنجليزية: Arman Hall)‏ هو منافس ألعاب قوى أمريكي، ولد في 14 مايو 1991 في ميامي في الولايات المتحدة.

## وصلات خارجية
- أرمان هال على موقع الاتحاد الدولي لألعاب القوى (الإنجليزية)
- أرمان هال على موقع الاتحاد الأمريكي لسباقات المضمار والميدان (الإنجليزية)
- أرمان هال على موقع TFRRS.org (الإنجليزية)
- أرمان هال على موقع اللجنة الأولمبية الدولية (الإنجليزية)
- أرمان هال على موقع أوليمبيديا (الإنجليزية)
- أرمان هال على موقع اللجنة الأولمبية والبارالمبية الأمريكية (الإنجليزية)